# Валькарсель, Густаво
Густаво Валькарсель Веласко (исп. Gustavo Valcárcel Velasco; 17 декабря 1921, Арекипа — 3 мая 1990, Лима) — перуанский писатель, поэт, публицист, историк, журналист, редактор, политический и общественный деятель.
Лауреат Национальной литературной премии Перу (1948).

## Биография
Учился в Лиме у салезианцев (1928—1939). В 1939 году поступил в Университет Сан-Маркос. Изучал литературу. В студенческие годы активно участвовал в деятельности Американского народно-революционного альянса. Подвергался преследованиям со стороны правящих кругов Перу. В результате университетское образование получил лишь в 1947 году.
В 1950 году основал журнал «Idea».
За политическую деятельность в 1951 году был изгнан из страны. До 1957 г. жил в эмиграции в Мексике, где посвятил себя журналистике, сотрудничал с прогрессивной прессой.
Член Перуанской коммунистической партии с 1955 года.
В 1957 году, после восстановления демократии, вернулся в Перу.
Редактор литературных и публицистических журналов «Идеа» («Idea», 1950—1951), «Орисонте» («Horizonte», 1953—1954), газет «Перу популар» («Perú Popular», 1959—1960), «Френте» («Frente», 1962) и «Унидад» («Unidad», 1962—1963) — органа ЦК Перуанской коммунистической партии.
Позже, был корреспондентом советского агентства печати «Новости» и редактором основанного им журнала Panorama Internacional (1969—1978).

## Творчество
Автор социально-политического романа «Тюрьма» (1951), поэтических сборников «Конец времени и розы» (1948; Национальная премия), «Поэмы изгнания» (1956), «Прошу слова» (1962), поэмы «Ленин» (1967), очерков (в том числе «СССР: полвека непобедимой революции», 1967), драмы «Рассвет в тумане» (1960).
Основная тема произведений — революция, борьба за лучшее будущее.

## Избранные произведения
Поэмы
- Confín del tiempo y de la rosa (1948), сборник из 28 сонетов
- Poemas del destierro (1956)
- Cantos del amor terrestre (1957)
- Cinco poemas sin fin (1959)
- Cuba sí, yanquis no (1961)
- Pido la palabra (1965)
- Poesía extremista (1967)
- Pentagrama de Chile antifascista (1975)

Антологии поэзии
- Sus mejores poemas (1960)
- Poesía revolucionaria (1962)

Драма
- El amanecer latente (1960)

Роман
- La prisión (1951)

Другие сочинения
- Apología de un hombre (1945)
- La agonía del Perú (1952), хроника
- Artículos literarios (1960)
- Ensayos (1960)
- Reportaje al futuro (1963—1967), описание поездки в Советский Союз
- Breve historia de la revolución bolchevique (1967).
- Perú. Mural de un pueblo (1965)
- Canción de amor para la papa (1988).